# 윙스 클럽

윙스 클럽의 로고

《윙스 클럽》(원제: Winx Club) 또는 《윙스 프렌즈》는 이탈리아에서 2004년에 제작된 애니메이션으로 이탈리아 외에도 유럽 각국, 러시아, 미국, 캐나다, 중남미 국가들, 아시아(한국, 타이완, 홍콩, 필리핀, 인도, 파키스탄, 터키 등)에서 인기를 모으고 있는 만화이다. 이탈리아에선 RAI2와 RAI위성방송채널을 통해서 널리 알려졌다. 대한민국에선 2007년에서 2008년까지 SBS에서 방영했으며, 시즌 3까지 방영되었다. 그 이후로는 챔프TV에서 시즌 1에서 3까지 방영되었다. 2012년에는 니켈로디언에서 윙스 클럽이란 이름으로 방영되었다. 뮤지컬이나 만화, 상품 등이 발매되고 있으며 인기를 모으고 있다. 미국에서는 4키즈 엔터테인먼트가 마케팅세일즈를 실시하고 있었지만, 니켈로디언과 Rainbow S.r.l.가 제휴, 새롭게 시즌 4를 제작되기로 되었다. 미국에서는 2012년 8월 26일부터 새로운 시즌이 방송개시되었다. 매 26화씩 시즌 6까지 나왔으며, 이후 시즌 8까지 방영했다. 스핀오프 시리즈로는 WOW:World Of Winx가 나온다. 2개 시즌으로 구성되어있다. 한 시즌에 13화씩이며 2016년 봄과 가을에 넷플릭스를 통해 공개되었다.
Winx(윙스)는 Magix(매직스)라는 보통 사람이 들어갈 수 없는 세계인 Alfea(알피아)에 살고 있다.

## 줄거리

### 시즌 1
평범한 지구 소녀 블룸은 어느날 마법요정 스텔라와 도깨비 크넛을 두목으로 앞세운 괴물 집단이 벌이는 싸움에 말려들게 된다. 그 과정에서 스텔라를 구하기 위해 마법의 힘을 빌려 괴물들과 싸운 블룸은 자신에게 잠들어 있던 마법의 힘을 깨닫게 된다. 싸움이 끝난 후 스텔라는 요정들에게 꿈을 심어주는 알피아 요정학교가 위치한 마법의 세계 매직스를 블룸에게 소개해 준다. 믿기지 않는 요정의 세계에 대해 더욱 더 알고 싶어진 블룸은 매직스의 알피아 요정학교로 전학갈 것을 결심한다.
이제 같은 학교에 다니게 된 블룸과 스텔라. 둘은 같은 기숙사에 배정이 되고, 플로라, 뮤사, 테크나라는 세 명의 요정들 역시 함께 배정을 받게 된다. 다섯 명의 소녀들은 금세 절친한 친구 사이가 되어 '윙스 클럽'을 결성한다. 매직스에는 블룸이 다니는 알피아 요정학교 이외에도 소년들이 공부하는 레드파운틴(붉은샘학교)와 마녀들이 공부하는 클라우드타워(구름타워) 등이 있었다. 블룸은 클라우드타워(구름타워)의 마녀인 아이시, 달시, 그리고 스토미와 마주치게 되는데...

### 시즌 2
윙스 클럽의 요정들은 여름방학을 보내고 ‘알피아’ 마법학교에서 두 번째 학년을 맞게 된다. 새롭게 등장한 요정 ‘래일라’는 윙스 클럽에게 자신의 ‘픽시(요정들과 결속되어 있는 꼬마요정)’를 구조해 달라고 부탁한다. 마왕‘다카르’는 ‘픽시마을’의 위치를 알아내기 위해 ‘픽시’들을 인질로 잡고 있다.

### 시즌 3
‘오메가 디멘션’으로 추방당했던 ‘트릭스(아이시, 달시, 스토미)’는 ‘발터’와 함께 탈출한다. 윙스 프렌즈는 ‘알피아’ 마법학교의 3학년이 되고 다른 사람을 위해 희생하면 생기는 ‘인챈틱스 트랜스포메이션’을 배운다.

### 시즌 4
요정학교 알피아의 교사로 오게 된 윙스들! 첫 수업을 끝내고 윙스들은 지구의 마지막 요정을 없애기 위해 알피아로 찾아온 블랙서클의 마법사들에게 공격을 받게 된다. 그들이 목표로 삼은요정은 블룸. 그러나 블룸은 지구의 마지막 요정이 아니어서 마법사들은 물러가게 된다. 파라곤다 교장선생님은 윙스들에게 '지구의 마지막 요정을 찾아서 보호하기'라는 임무를 준다. 또한 더 강해지기 위해 사람들이 요정을 믿게 만들면 성공할 수 있는 변신마법, '빌리빅스'도 성공시켜야 한다.
지구의 마지막 요정을 보호하기 위해 지구로 간 윙스들은 블룸 엄마의 꽃집을 개조하여 'Love & pet'이라는 동물가게를 차려 사람들이 요정을 믿게 만들어 빌리빅스를 성공시키려고 하며 지구의 마지막 요정도 찾으려고 한다.
드디어 윙스들은 지구의 마지막 요정인 동물의 요정 '록시'를 찾게되고 록시를 보호하게 된다. 또한 록시를 통해 빌리빅스 마법도 성공시킨다. 그러나 블랙서클의 마법사들 역시 록시를 찾고 록시를 없애버리려하나 윙스의 강력한 빌리빅스 파워로 실패하게 된다. 또한 윙스와 록시는 블랙서클에 의해 봉인되어있던 지구요정들도 풀어주게 된다. 지구요정들은 인간들과 마법사들에게 복수를 해야겠다고 다짐하나 윙스들이 설득하여 지구요정들이 인간에 대한 복수를 포기하고 블랙서클의 마법사들이 공정한 재판을 받도록 만든다.
하지만 블랙서클의 마법사들의 계획으로 지구요정들이 위기에 처하자 처하스폐셜리스트 중 하나이자 아이샤의 남자친구였던 나부가 마법으로 모두를 구하고 쓰러진다. 아이샤와 윙스는 마법사들에게 마지막화에서 복수하여 그들을 제거하고 지구에는 평화가 찾아온다.
엔첸틱스, 빌리빅스, 소픽스, 러빅스 4가지 변신이 나온다.

### 시즌 5
영판제목은 'Beyond Believix'이고
한국판제목은 사이러닉스 파워.
윙스들은 1화부터 지구의 신비한 식물인 릴로(Lilo)를 트릭스의 손에 들어가지 않도록 막았고, 그들은 아이샤로부터 아이샤의 친척들이 사는 안드로스(Andros) 왕국의 바다 왕국에서 아이샤의 사촌 네레우스와 트리타누스 중 하나가 황태자에 즉위할 것이란 말을 듣게 된다. 윙스는 어느 바다 위에 있던 공장이 폭발하면서 석유가 바닷속으로 새자 윙스는 각자의 능력으로 최대한 막아보지만 실패하고, 지구 수문을 지나 안드로스에까지 퍼지게 된다. 안드로스의 왕자였던 트리타누스는 평소 못된 성격 때문에 왕과 왕비인 부모님 넵툰 대왕과 리게아 왕비와 사이가 안좋은 데다가, 안드로스 바다왕국 국민들의 신임도 얻지 못했다. 거기다 쌍둥이인 온화하고 현명한데다, 백성들의 신임도 강한 네레우스가 황태자에 즉위하자 네레우스를 공격한 벌로 감옥에 갇혀 있었고, 그곳에는 트릭스도 있었다. 석유가 제국 전체, 심지어 감옥까지 퍼지자 왕과 지구와 안드로스를 잇는 존재인 셀키(Selkie)들이 감옥으로 향한다. 석유로 인해 괴물로 변한 트리타누스는 트릭스와 감옥을 탈출하고 셀키들의 힘을 자신의 새로운 힘으로 강제로 빼앗는다.
윙스들은 트릭스와 트리타누스를 막아보려 하지만, 바닷속에서는 빌리빅스의 날개가 약해지고 마법이 잘 통하지 못해 그들은 빌리빅스를 뛰어넘는 새로운 변신, 사이레닉스를 얻기위해 미션을 수행한다.
먼저 사이레닉스 마법을 얻기 위해서 마법서가 주는 마법으로 하르모닉스라는 마법이 있다. 이 마법은 빌리빅스와 달리 바닷속에서도 얼마든지 마법을 쓸 수 있다. 이 마법으로 윙스는 각자 자신들의 고향에서 사이레닉스 마법을 얻기위한 임무를 수행해나간다. 하지만 사이레닉스는 과거 다프네가 육체없이 영혼만 떠다니게 된 원인으로, 고대 마녀들이 사이레닉스 마법에 건 저주 때문에, 사이레닉스 마법을 얻지 못하면, 지금까지 얻었던 모든 마법을 영원히 잃게되는 저주가 걸려있다.
하지만 윙스는 결국 모든 임무를 성공시키고 사이레닉스 요정이 되어, 무한한 바다에 들어간다. 이런 와중에 트리타누스의 문제로 마법세게 모든 왕국의 왕들이 한 자리에 모여 왕국 대표 회의를 갖게 되고, 블룸의 나라 도미노 왕국에서각 왕국의 왕과 왕비, 왕자와 공주들이 모두 모인다. 하지만 스카이의 아버지인 에라크리온의 에렌도르 대왕과 제니스의 크라이오스대왕, 스텔라의 아버지인 솔라리아의 레디우스 대왕은 협력을 하지 않고 자신들의 힘만으로 맞서겠다고 하고, 블룸의 아버지인 오리텔 대왕과 마리온 왕비는 이들을 설득하려고 애쓴다.
결국 모든 왕국은 하나로 힘을 합치는 데, 찬성하고 트리타누스를 무사히 무찌르고 마법세계를 어지럽힌 벌로 트리타누스는 영원한 어둠에 갇히게 된다.
그리고 블룸이 사이레닉스 수호신에게 사이레닉스의 저주를 풀어달라고 빌어 다프네는 원래의 모습을 되찾는다.

### 시즌 6
2013년 8월 29일에 트레일러가 공개되었다.
1화에서는 몸을 되찾았으나 마법까지 되찾지는 못한 다프네에게 위협이 찾아오고 윙스들은 사이러닉스의 원천을 찾아 다프네에게 마법을 되돌려줌으로서 문제를 해결한다.
그후 윙스는 알피아로 돌아가게 되고 다프네는 알피아의 새로운 역사 선생님이 된다.
한편 클라우드 타워에는 새로운 마녀들의 입학시험이 진행 중이다. 그중 셀리나는 전설속 괴물들을 불러낼 수 있는 '레전다리움'이라는 책으로 괴물을 불러내어 픽시마을을 위협함으로써 자신의 자질을 증명한다. 그러나 시험도중 트릭스가 나타나 그리핀 교장선생님을 내쫓고 클라우드 타워를 점령한다. 셀리나는 트릭스와 함께 행동하기로 결정하고 레전다리움으로 괴물들을 불러낸다. 이를 막기위해 윙스가 나서지만 레전다리움의 힘으로 인해 블룸을 제외한 모두가 마법을 잃게되고 블룸은 친구들을 위해 윙스에게 자신의 드래곤불꽃을 나눠준다. 이 드래곤불꽃이 윙스의 용기에 반응하면서 윙스는 새로운 변신 '블루믹스'를 얻게된다. 윙스는 레전다리움의 비밀을 밝히기위해 요정대모 엘도라를 찾고 레전다리움 세계에 들어가기위해 미틱스라는 변신을 찾아야 한다.

### 시즌 7
윙스들이 마법세계의 균형을 유지해주는 페어리 애니멀들을 구출하는 이야기.

### wOW:World Of Winx
윙스클럽의 스핀오프 시리즈. 2개의 시즌으로 구성되며 한시즌에 13화이다.
주요배경은 지구이다. 각시즌은 2016년 봄과 가을에 넷플릭스를 통해 공개된다.

## 영화

### 윙스 클럽: 잃어버린 왕국의 비밀
2007년 11월 30일에 이탈리아에서 출시 된 CGI 애니메이션 영화이다. 주제가는 오스트레일리아의 가수 나탈리 임브룰리아의 "All the Magic"였다.
블룸이 도미노왕국과 부모님을 찾는과정을 담은 영화. 시즌 3과 시즌 4 사이의 시점이며 주요변신은 인첸틱스.

### 윙스 클럽 3D: 매직 어드벤처
2010년 10월 29일에 이탈리아에서 출시 된 CGI 애니메이션 영화이다. 블룸이 도미노왕국과 부모님을 찾는과정을 담은 영화. 시즌 5과 시즌 6 사이의 시점이며 주요변신은 인첸틱스.

## 윙스프렌즈 DVD
러시아에서는 만화 «윙스 프렌즈»(Winx Club)가 2009년 9월부터 DVD로 발행되고 있다.(발행인은 노비 디스크(러시아어: Новый Диск)회사이다.)

## 윙스 요정들의 변신

### 매직윙스(Magic Winx)
요정의 가장 기본적인 변신이다. 의상이 매우 단순하다. 시즌 1~3까지 등장하는 가장 많이 쓰인 변신. 윙스들 중 블룸이 마지막으로 얻었다.

### 차믹스(Charmix)
용기와 자신감을 원천으로 하는 변신. 용기있는 행동을 한다면 매직윙스 변신에 가슴에 차믹스 아이콘이 생기고 핸드백이 생긴다. 블룸이 맨 처음으로 얻었다.

### 엔첸틱스(Enchantix)
다른사람을 위해 자신을 희생하면 생기는 변신. 자기 고향사람을 위해 희생해주어야한다. 단, 블룸은 명상과 엔첸틱스를 얻겠다는 순수한 의지로 얻었다. 또한 테크나는 자신의 고향 제니스를 위해서가 아닌 아이샤의 고향 안드로스를 위해 희생해서 변신을 얻었는데 어떻게 성공했는지는 설명이 없다. 엔첸틱스 요정이 되면 자신의 행성의 수호요정이 된다. 요정의 꽃가루로 치유나 공격을 할 수 있으며 작아질 수도 있다. 다만 희생을 통해 얻지 않은 엔첸틱스는 몇몇마법에 제약이 따른다. 그 예로 블룸의 엔첸틱스는 희생을 통해 얻은 변신이 아니라 작아지는 능력은 없다. 매직윙스에 비해 변신 의상이 매우 화려하고 우아해지고 날개크기도 커졌다. 3기~4기초반부까지 등장.

### 빌리빅스(Believix)
사람들이 요정을 믿으면 생기는 변신. 시즌 4의 6화에서 록시가 윙스들을 믿으며 윙스들에게 빌리빅스 파워가 생겼다. 록시는 12화에서 얻으나 불완전한 형태로 얻는다.
빌리빅스 요정에게는 세 가지 날개가 있는데, 스피딕스(Speedix)는 빨리 날 수 있게 해주는 날개, 트라식스(Trasix)는 예전에 일어났던 일이나 흔적을 찾을 때 쓰는 날개, 주믹스(Zoomix)는 순간이동을 할 수 있는 날개이다.
또한 추위로부터 지켜주는 러빅스(Lovix) 와 자연과의 교감을 통해 지구의 요정들과 같은 힘을 같게해주는 변신인 소픽스(Sophix)가 있다. 소픽스와 러빅스는 단 한번밖에 사용할 수 없다. 빌리빅스는 4기~5기초반까지 쓰였다.

### 하르모닉스(Harmonix)
시즌 5의 6화에서 얻으며, 빌리빅스보다 좀더 바닷속 이동이 자유로워졌다. 의상은 드레스 느낌. 물속에 들어가도 날개가 젖지 않고 자유자재로 활동할 수 있다. 사이레닉스를 얻기 위해 먼저 얻는 변신이다.

### 사이레닉스(Sirenix)
시즌 5의 12화에서 얻으며, 물속에서 강력한 변신 마법이다. 이 변신이 있으면 '무한의 바다'로 들어갈 수 있는데, 애니에서는 무한의바다에 들어가면 3D로 보이게되며 머리에 염색이 된다. 정해진 기간안에 보석들을 찾는 미션을 수행하면 얻을 수 있으나 실패하면 모든 마력을 잃게된다. 주어진 임무를 수행하면 소원을 한가지 빌 수 있는 자격이 주어진다. 요정변신의 최종단계. 한국 더빙판에서는 사이러닉스라고 불린다.

### 블루믹스(Bloomix)
시즌 6의 변신. 셀리나의 레전다리움으로 인해 블룸을 뺀 모든 윙스가 마법을 잃게되자 블룸이 자신의 드래곤 불꽃을 친구들에게 나눠주게 되고, 이 드래곤 불꽃이 윙스의 용기에 반응하면서 얻게되는 새로운 변신이다. 이름은 블룸의 이름에서 유래한 듯 하다. 모든 마법의 원천인 드래곤 불꽃에서 생겨난 변신이기 때문에 레전다리움으로 인해 모든 마법생명체들이 마법을 잃었을때도 블루믹스 요정들은 힘을잃지 않는다는 특징이 있다.

### 미틱스(Mythix)
시즌 6 14화부터 나온 변신. 지팡이로 레전다리움 세계에 들어갈 수 있다. 지팡이들은 지구의 티어 난 오그에 보관되어있었는데 윙스들이 지팡이에게 자신을 증명하면서 지팡이들이 주어지게 된다. 레전다리움 세계에 들어가면 3D로 보이게 된다. 2D버전은 없다.

### 버터플릭스(Butterflix)
시즌 7에서 윙스들이 페어리 애니멀을 구하고 얻은 변신.

### 타이닉스(Tynix)
윙스들이 자신들의 페어리 애니멀들에게서 얻은 변신. 타이닉스 변신을 할 수 있는 팔찌가 주어진다. 이름은 작다는 뜻의 tiny에서 유래한 것으로 보인다. 사이레닉스와 미틱스와는 달리 3D가 아닌 2D 버전이다.

## 등장인물

### 윙스 프렌즈의 주인공
블룸(Bloom)
색깔:      하늘색 (     분홍색)
스텔라(Stella)
색깔:      주황색 (     노란색)
플로라(Flora)
색깔:      분홍색 (     연두색)
테크나(Tecna)
색깔:      보라색 (     녹색)
뮤사(Musa)
색깔:      빨간색 (     남색)
아이샤(Aisha) 혹은 레일라(Layla)
색깔:      녹색 (     분홍색)
록시(Roxy)
다프네(Daphne)

### 픽시
로켓(Lockette)
색깔:      보라색
아모레(Amore)
색깔:      빨간색
차타(Chatta)
색깔:      노란색
튠(Tune)
색깔:      보라색
디짓(Digit)
색깔:      하늘색
피프(Piff)
색깔:      분홍색

### 스페셜리스트
스카이(Sky)
브랜든(Brandon)
힐리아(Helia)
나부(Nabu)
리븐(Riven)
티미(Timmy)
로이(Toy)

### 악당 주인공

#### 트릭스(Trix)
아이시(Icy),달시(Darcy),스토미(Stormy)로 된 마녀 세자매이며 윙스와 항상 대립한다. 목표는 윙스들에게 1기에서 진 복수를 하고 모든 마법차원을 지배하는 것. 이들의 조상은 옛날 도미노를 멸망시킨 고대 마녀들(Ancient Witches)이다. 2기부터는 다른 악당의 밑에서 부하노릇을 하는편. 원래 마녀들은 변신단계가 없지만 트릭스가 따르는 악당들이 윙스와 대립되는 변신을 준다. 시즌 2에서 글루믹스(Gloomix)를 얻고 시즌 3에서 디스인챈틱스(Disencahntix)를 얻으며 시즌 5에서 다크 사이레닉스(Dark sirenix)를 얻는다. 시즌 6에서 셀리나와 팀을 이루었다. 마지막에 아셰론이 트릭스를 레전다리움 세계에 가두고 윙스와 셀리나가 레전다리움을 잠궈버려서 영원히 레전다리움 세계에 갖혀버린다. 시즌 7에서는 22화에서 다시 등장하게 된다.

#### 다카르(Darkar)
2기의 메인 악당 캐릭터. 트릭스에게 글루믹스(Gloomix)를 주었다. 블룸을 잠깐 다크블룸(Dark Bloom)으로 만들어서 자신의 부하로 이용했으나 나중에는 윙스들의 차믹스 컨버전스(Charmix Convergense,차믹스 마법합체)공격에 죽는다.

#### 발터(Valtor)
3기의 메인 악당. 블룸처럼 드래곤 불꽃에서 태어났으며 고대마녀들이 창조해냈다.

#### 블랙서클(페어리 헌터)
시즌 4의 메인 악당캐릭터. 오그론, 아나간, 듀만, 겐틀로스 4명의 마법사들로 이루어져있으며 각각의 마법사들마다 능력이 한가지씩 있다. 오래전 지구에 살며 지구를 보호하던 요정들을 봉인했다. 요정들의 마법에 영향을 받지 않는다. 지구의 마지막 요정을 잡는 것이 목표이다.

#### 트리타누스(Tritanus)
시즌 5의 메인 악당. 아이샤와는 사촌관계. 넵튠 대왕의 아들로 성질이 급하고 포악하다. 네레우스가 황태자라는 것에 대해 불만을 품고 대관식을 망치려고 했으나 잡혀서 안드로스 감옥에 갖혔다.
지구에서 안드로스의 바다로 흘러나온 오염물질을 흡수해서 괴물로 변했다. 그러나 흡수한 오염물질이 없어지면 다시 원래모습으로 돌아오고 다시 괴물로 변하려고 지구에서 방출된 오염물질을 흡수하면서 문제를 일으키기도 한다. 아이시와는 연인관계.

#### 셀리나(Selina)
뱀의 마녀. 지구출신으로 원래는 블룸의 친구였다. 요정의 능력을 갖고있어 엘도라가 셀리나의 요정대모가 되어 셀리나를 가르친다. 레전다리움에서 아셰론을 만난 후 마녀가 되어 클라우드 타워에 입학하고 트릭스와 팀을 이루어 블룸을 공격하지만 마지막에는 윙스들을 돕고 다시 엘도라의 제자가 된다.

## 각화

### 시즌 1
제1화 마법 같은 일 (An Unexpected Event)
제2화 매직스 왕국으로 (Welcome to Magix)
제3화 요정학교 알피아 (Alfea College for Fairies)
제4화 진흙 늪의 불청객 (The Black Mud Swamp)
제5화 모든 게 엉망이야 (Date with Disaster)
제6화 반지를 찾아서 (Mission at Cloudtower)
제7화 진정한 친구 (Friends in Need)
제8화 산산이 부서진 우정 (A Friendship Sundered)
제9화 변해버린 리븐! (Betrayed!)
제10화 가상현실 속으로 (Bloom Tested)
제11화 신비로운 님프 왕국 (The Monster and the Willow)
제12화 미스 매직스 선발 대회 (Miss Magix)
제13화 출생의 비밀 (A Great Secret Revealed)
제14화 블룸의 과거 (Bloom's Dark Secret)
제15화 봉투의 유혹 (Honor Above All)
제16화 악몽을 부르는 괴물 (Cold Spell)
제17화 비밀 속의 비밀 (Secrets Within Secrets)
제18화 용의 불꽃 에너지 (The Font of the Dragon Fire)
제19화 매직스가 위험해! (The Fall of Magix)
제20화 도미노 왕국을 찾아서 (Mission to Domino)
제21화 꿈속의 왕관 (The Crown of Dreams)
제22화 클라우드 타워로 (Storming Cloudtower)
제23화 힘의 대결 (Power Play)
제24화 알피아를 지켜라 (The Witches Siege)
제25화 최후의 공격 (The Ultimate Challenge)
제26화 트릭스의 몰락 (The Witches Downfall)

### 시즌 2
1. La Fenice d'ombra
2. Il Ritorno delle Trix
3. Missione di Salvataggio
4. La Principessa Amentia
5. Magic Bonding
6. Il Matrimonio di Brandon
7. La Pietra Misteriosa
8. Il Guastafeste
9. Il Segreto del Professor Avalon
10. La Cripta del Codice
11. Corsa contro il Tempo
12. Unite per la Vittoria
13. La Dama del Ballo
14. Battaglia sul Pianeta Eraklyon
15. Lo Spettacolo Continua
16. Hallowinx
17. Gemellaggio con le Streghe
18. Nel Cuore di Torrenuvola
19. La Spia nell' Ombra
20. Il Villaggio delle Pixies
21. Il Potere del Charmix
22. Wildland: la Grande Trappola
23. Il Momento della Verità
24. Prigioniera di Darkar
25. Faccia a faccia con il Nemico
26. Le Ceneri della Fenice

### 시즌 3
1. Il Ballo della Principessa
2. Il Marchio di Valtor
3. La Principessa e la Bestia
4. Lo Specchio della Verità
5. Il Mare della Paura
6. La Scelta di Aisha
7. La Compagnia della Luce
8. Una Sleale Avversaria
9. Il Cuore e la Spada
10. Alfea sotto Assedio
11. Trappola per Fate
12. Le Lacrime del Salice Nero
13. Un Ultimo Battito d'ali
14. Furia!
15. L' Isola dei Draghi
16. Dalle Ceneri
17. Nella Tana del Serpente
18. Lo Scrigno di Valtor
19. All' Ultimo Minuto
20. La Carica delle Pixies
21. La Torre Rossa
22. Il Labirinto di Cristallo
23. La Sfida dei Maghi
24. La Rivelazione delle Streghe
25. L' Ira dello Stregone
26. Un nuovo Inizio

## 대한민국에서의 방영
대한민국에선 2007년에서 2008년까지 SBS에서 방영했으며, 시즌 3까지 방영되었다. SBS에서 방영한 이후로는 챔프TV에서 시즌 1에서 3까지 방영된 적이 있었으며 EBS과 유사하게 방영되었다. 이후 2012년 2월 초, 시즌 4로 니켈로디언 코리아에서 방영되었다.

### 윙스 클럽의 친구들
- Bloom (블룸) - 성우: 우정신
- Musa (뮤사) - 성우: 채의진(그외 미찌,스토미)
- Flora (플로라) - 성우: 은영선(그외 바네사),
- Tecna (테크나) - 성우: 김아영 (SBS), 소연 (니켈로디언)
- Aisha (아이샤) - 성우: 장경희 (SBS), 여민정 (니켈로디언)
- Roxy (록시) - 성우 : 이지현 (시즌 4~)

#### 트릭스
- Icy (아이시) - 성우: 송덕희(SBS), 소연 (니켈로디언)
- Darcy (달시) - 성우: 차명화 (SBS), 여민정(니켈로디언)
- Stormy (스토미) - 성우: 이주연 (SBS), 채의진(니켈로디언)

#### 스페셜리스트
- Sky (스카이) - 성우: 한호웅 (시즌 1~3)(그외 제라드, 다카르, 발터), 김영선 (시즌 4~)
- Brandon (브랜든) - 성우: 김영선 (시즌 1~3) (그외 위즈기즈 교수, 블룸 아빠), 신용우 (시즌 4~)
- Riven (리븐) - 성우: 홍시호 (시즌 1~3) (그외 너트, 힐리아), 정재헌 (시즌 4~)
- Timmy (티미) - 성우: 이상범 (시즌 1~3) (그외 팔라디움 교수), 엄상현 (시즌 4~)
- Helia (힐리아) - 성우: 홍시호 (1기 ~ 3기), 엄상현 (시즌 4~)
- Nabu (나부) - 성우: 홍진욱 (시즌 4~)